# زانکت مارتین ایم سولمتال
زانکت مارتین ایم سولمتال (به آلمانی: Sankt Martin im Sulmtal) یک منطقهٔ مسکونی در اتریش است که در دویچلندسبرگ واقع شده‌است. زانکت مارتین ایم سولمتال ۳۹٫۱۷ کیلومتر مربع مساحت دارد ۳۳۳ متر بالاتر از سطح دریا واقع شده‌است.

## خواهرخوانده
شهر کرپه خواهرخواندهٔ زانکت مارتین ایم سولمتال هست.